# La Torre (Spagna)
La Torre è un comune spagnolo di 388 abitanti situato nella comunità autonoma di Castiglia e León.